# Javaugues
Javaugues (okzitanisch gleichlautend) ist eine französische Gemeinde mit 177 Einwohnern (Stand: 1. Januar 2022) im Département Haute-Loire in der Region Auvergne-Rhône-Alpes. Die Gemeinde gehört zum Arrondissement Brioude und zum Kanton Pays de Lafayette.

## Geographie
Javaugues liegt etwa 41 Kilometer nordwestlich von Le Puy-en-Velay. 

### Nachbargemeinden
Umgeben wird Javaugues von den Nachbargemeinden Chaniat im Norden und Nordwesten, Saint-Didier-sur-Doulon im Osten und Nordosten, Frugières-le-Pin im Süden sowie Lavaudieu im Westen und Südwesten.

## Bevölkerungsentwicklung
| Jahr                       | 1962 | 1968 | 1975 | 1982 | 1990 | 1999 | 2006 | 2017 |
| Einwohner                  | 196  | 188  | 155  | 150  | 145  | 157  | 191  | 189  |
| Quellen: Cassini und INSEE |      |      |      |      |      |      |      |      |

## Sehenswürdigkeiten
- Kirche Saint-Loup
- Schloss Chumignat
- Großsteinkreuz aus dem 15. Jahrhundert, Monument historique seit 1930

|  |  |